# Arctostaphylos hookeri
Arctostaphylos hookeri est une espèce d’arbrisseaux présente en Californie. Il s'agit d'un arbuste bas, générallement formant des tapis avec des petites feuilles vertes et des fleurs allant du blanc au rose.